# Fronta narodnog oslobođenja (Alžir)
FLN (Fronta narodnog oslobođenja; arapski: جبهة التحرير الوطني; latinično: Jabhat al-Taḩrīr al-Waţanī, francuski: Front de Libération nationale tj. FLN) je socijalistička politička stranka u Alžiru. Jedina je bila zakonita tijekom predsjednikovanja Ahmeda Ben Belle, radikalnog borca za neovisnost. Osnovana je 1. studenog 1954., i djelovala je gerilski sve do stjecanja neovisnosti 1962. godine.
Fronta je bila dominirajuća organizacija koja se borila za neovisnost Alžira od francuskih kolonizatora. Strategija fronte je od početka bio oružani otpor, jer su mnogi uvidjeli da prijašnje stranke i pokreti koji su bili za iznalaženje mirovnog rješenja su bili bezuspješni. Postojanje FLN-a obzanjeno je 1. studenog 1954., kroz oružanu pobunu, i poslije toga Fronta brzo jača i stječe nove pristalice među drugim nacionalističkim organizacijama ali i među intelektualcima, muslimanskim vođama, koji se priključuju Fronti.
Vojna grana FLN-a, ALN (Nacionalna oslobodilačka armija) provodila je klasični gerilski rat u alžirskim brdima, ali je također izvodila atentate na francuske vojnike i Europljane nastanjene u većim gradovima. Osim u Alžiru, FLN je imala jak utjecaj u alžirskoj dijaspori u Francuskoj.
Oružane borbe su trajale do ožujka 1962., kada je poslije dugih pregovora francuski predsjednik Charles de Gaulle potpisao 18. ožujka 1962. Evijanski sporazum, kojim je Alžircima dozvoljeno samoopredjeljenje. Vjeruje se da je najmanje 350 000 osoba poginulo u konfliktu koji je trajao 8 godina, od kojih su većina bili Alžirci; iako FLN tvrdi da broj "mučenika" iznosi 1,5 milijuna. U srpnju iste godine održan je referendum na kojem se 99% odlučilo za potpunu neovisnost i stvaranje Alžirske narodne demokratske republike. 3. lipnja neovisnost je priznala i Francuska.
Poslije rata Fronta osniva jednopartijski sustav u Alžiru i bila je vladajuća stranka. Ahmed Ben Bella bio je prvi predsjednik Alžira. Višestranački sustav je uveden kao dio reformi koje su trebale ublažiti ekonomsku krizu koja je pogodila zemlju 1988., a koja je utjecala i na početak građanskog rata. Poslije više godina u opoziciji, FLN je danas vladajuća stranka sa 199 zastupnika u parlamentu, u koaliciji s nekoliko drugih stranaka.
Predsjednik Abdelaziz Bouteflika, koji je učestvovao u oslobodilačkom ratu 1950-ih, je počasni član FLN-a.